# Muchalaht
Muchalaht (Muchalat, Matchlaht, Matchitlaht), pleme američkih Indijanaca s Muchalat Arma (Muchalat Inlet) i dolini Gold Rivera na Nootka Soundu na zapadnoj obali otoka Vancouver u kanadskoj provinciji Britanska Kolumbija. Kulturno Muchalahti se donekle razlikuju od ostalih Nootka jer su živjeli od riječnog ribolova i lova na jelene, u sjeni snažnijeg plemena Mooachaht ili Nootka. U dvadesetom stoljeću Muchalahti se pridružuju plemenu Mooachaht u selu Yuquot. Glavno selo bilo im je Cheshish, a populacija im je 1906. iznosila 62. Danas ova dva plemena žive pod kolektivnim imenom Mowachaht-Muchalaht, a brojno stanje obje grupe iznosi manje od 500 (1996). 
Pleme Muchalat imalo je 1881. svega 92 ljudi (čija su osobna imena poznata) koji se na popisu izjašnavaju kao ribari. Godine 1891. broj im je spao na 67, nakon čega se 1916. pridružuju plemenu Mowachaht (Mooachaht, Nootka) u Yuquotu i 1963. organiziraju pod zajedničkim imenom Mowachaht/Muchalaht First Nations.

## Vanjske poveznice
- Muchalaht
- Nooksak and Nootka Indians of Canada